# 山区勒米伊
山区勒米伊（法語：Remilly-en-Montagne），音译为"勒米伊昂蒙塔涅"，是法国科多尔省的一个市镇，位于该省中部偏西南，属于第戎区（Arrondissement de Dijon），同时也是乌什和山公共社区（Communauté de communes Ouche et Montagne）的一部分。该市镇总面积8.47平方公里，2009年时的人口为130人。

## 人口
山区勒米伊人口变化图示